# Pierre Vaux
Pierre Vaux, né le 8 janvier 1821  à Écuelles, est un instituteur qui défraya la chronique pour avoir été révoqué, jugé coupable et déporté en Guyane où il s'éteignit le 13 janvier 1875.

## Biographie

### Enfance et formation
Pierre Vaux est le quatrième enfant de François Vaux et de Marguerite Cambillet, cultivateurs. François meurt l'année suivante. Catherine se remarie deux ans apr̞ès. À neuf ans Pierre fréquente l'école communale. À  seize ans il est apprenti chez un savetier tout en aidant son frère, instituteur. Ce dernier, et d'autres prersonnes, l'incite à préparer l'école normale. Il y est admis le  7 septembre 1842 et en sort, avec   le brevet supérieur, en septembre 1844. Il est nommé instituteur à Longepierre, en Saône-et-Loire le 9 novembre 1844.

### Carrière et engagement
Il fut instituteur à Longepierre, de 1844 à 1850. Pierre Vaux est un républicain, comme beaucoup d'instituteurs formés dans les écoles normales. Bien que non catholique, il est croyant. Les notables locaux le considèrent comme "un utopiste, un socialiste, un partageux". De plus, il revendique vivement les moyens nécessaires à l'école. Il est secrétaire de mairie (fonction assurée très souvent par les instituteurs) mais démissionne de cette fonction, en 1846, lorsqu'une augmentation de traitement lui est refusée, ce qui conduit le conseil municipal à revenir sur son refus. Pierre Vaux est mal vu, et mal noté, par les autorités mais il est apprécié par la population. Il se marie, le 9 septembre 1845, avec Irma Jeannin, fille de cultivateurs aisés. 
Lorsque survient la révolution de 1848, Pierre Vaux est un de ses thuriféraires.
Après son échec, les conservateurs reviennent au pouvoir. Une loi du 11 janvier 1850 organise la révocation des instituteurs communaux. C'est à la suite de celle-ci que Pierre Vaux, accusé d'être le chef des "rouges" de sa commune reçoit, le 13 mars 1850, notification d'un arrêté préfectoral daté du 25 février, le suspendant pour six mois de ses fonctions d'instituteur, pour relations et esprit de désordre.
Pierre Vaux reste à Longepierre et devient cultivateur. 

### Élu maire, révocation, les incendies, sa condamnation
Le 24 novembre 1850, Pierre Vaux et les républicains gagnent les élections municipales de Longepierre.
Le 28 janvier 1851, le conseil est installé. Pierre Vaux est élu maire par 9 voix contre 3 à Gallemard. Le préfet refuse de valider ce choix et il écrit : «Si vous prouvez par vos actes que vous avez rompu avec la République rouge, comme j'aime à le compter d'un homme de votre intelligence, vous pourrez dans quelque temps être réinstallé dans vos fonctions d'instituteur ; sinon, je ne pourrai vous conserver celles de maire». Pierre Vaux siége comme simple conseiller et Gallemard fut maire.
Un incendie se déclare dans la commune de Longepierre dans la nuit du 2 au 3 mars 1851. C’est le premier d’une série de 25 incendies tuant deux personnes et détruisant 65 des 104 bâtiments que compte la commune. Pierre Vaux est soupçonné, sur un témoignage qui s'avérera être un faux témoignage, et arrêté après le troisième incendie, le 5 mai 1851. Il est arrêté à nouveau le 30 avril 1852. 
Il est condamné par la cour d'assises à Chalon-sur-Saône en juin 1852, avec sept autres personnes, aux travaux forcés à vie et déporté à Cayenne, où il arriva en septembre 1855. Cinq mois après sa condamnation, de nouveaux incendies éclatent dans la commune et se poursuivent jusqu'au 12 avril 1857. L'auteur principal est découvert : c'est, Gallemard, concurrent de Pierre Vaux, qui lui a succédé comme maire, et l'un des principaux accusateurs de Vaux. Gallemard se suicide dans sa prison avant sa condamnation. Les autres coupables furent condamnés à mort. Mais Pierre Vaux ne bénéficie pas pour autant d'un procès en révision.
Il meurt en déportation le 13 janvier 1875 ; il est inhumé à l'îlet La Mère.

### Réhabilitation
Grâce à l'obstination de son fils, Pierre Armand Vaux, Pierre Vaux est finalement réhabilité, par arrêt de la Cour de cassassion du 16 décembre 1897. Pierre Armand Vaux devint député de la Côte-d'Or et contribua au vote d'une loi favorisant les révisions de procès et les réparations d'erreurs judiciaires.
Une rue de Chalon-sur-Saône porte son nom. Une plaque commémorative gravée à son nom figure par ailleurs à l'école normale (aujourd'hui institut universitaire de formation des maîtres) de Mâcon, avec pour texte : « À Pierre Vaux, l'instituteur-martyr (1821-1875). Élève-maître de cette école de 1842 à 1844, instituteur à Longepierre, injustement condamné aux travaux forcés, mort à Cayenne victime d'une erreur judiciaire,  reconnu innocent et réhabilité le 16 décembre 1897 par arrêt de la Cour de Cassation. Honneur et respect à sa mémoire. ». Une statue lui rendant hommage, ainsi qu'à Jean-Baptiste Petit et à Reine Bonjour, pris avec Pierre Vaux dans la tourmente judiciaire liée aux incendies, se trouve dans la salle communale de Longepierre.